# Gloria Thomas Sam
Gloria Thomas Sam fue un bebé que murió a los 9 meses de septicemia por complicaciones de un eccema tratado únicamente con remedios homeopáticos. El caso llegó al Tribunal Supremo Australiano en 2009.
En septiembre de 2009, su padre Thomas Sam fue condenado a 8 años de prisión, con un cumplimiento mínimo de 6 años, y se le prohibió de por vida la práctica de la homeopatía en Australia. Su esposa Manju fue condenada a 5 años y 4 meses, con un cumplimiento mínimo de 4 años.

## Historia
Thomas Sam nació en India en 1967.  Manju nació en India en 1972. Se casaron y se trasladaron a Australia, donde en agosto de 2001 nació Gloria Thomas Sam.
A los 4 meses se le diagnosticó un eccema y se le propuso un tratamiento que sus padres no siguieron. Su padre, Thomas Sam, es profesor de homeopatía y le aplicó exclusivamente remedios homeopáticos.
En febrero de 2002 su madre Manju la llevó a India. Poco tiempo después Thomas Sam se les unió en India y viajaron bastante en coche visitando a familiares y amigos antes de la boda del hermano de Thomas Sam.
Durante ese periodo la salud de Gloria se deterioró notablemente.
Thomas Sam se puso enfermo y acudió a un hospital convencional donde recibió tratamiento para unos cálculos biliares, pero no aprovechó la ocasión para buscar en el hospital un tratamiento convencional para el eccema de Gloria.
En el viaje en avión de India a Sídney algunos pasajeros se alarmaron por el llanto incesante de Gloria. En los dos meses que estuvo en India no acudieron a dos citas para médicos dermatólogos prescritas por dos médicos diferentes.
Desde los seis meses el sarpullido se había extendido y la piel se le rasgaba a veces cuando sus padres le cambiaban de ropa o de pañales. Eso hacía que las infecciones entraran en la corriente sanguínea.
Cuando volvieron a Sídney, Gloria había empeorado tanto que la hermana de Thomas se ofreció a llevarla al hospital ella misma, pero su hermano se negó.
En mayo de 2002, diez días después de su vuelta a Australia, Gloria fue llevada al Hospital Infantil de Randwick. Presentaba desnutrición severa, e infecciones en los ojos y en la piel. Aunque había nacido con un peso normal, a los 9 meses tenía el peso de un bebé de 3 meses. Presentaba deficiencias de zinc, proteínas y vitamina A. Gloria murió el 8 de mayo de 2002.

## Juicio en el Tribunal Supremo Australiano
En mayo de 2009, durante las cuatro semanas del juicio se escucharon 34 testigos y se vieron fotografías que mostraban el declive de la salud de Gloria desde los 4 meses, cuando apareció el eccema. 
La patóloga forense Ella Sugo expuso al tribunal que un microorganismo habitual en la grietas de la piel se encontró en la sangre, orina, piel y ojos de Gloria. También halló que su sistema inmune estaba debilitado. 
El fiscal Tedeschi dijo en el juicio que Gloria debería haber sido hospitalizada tan pronto como aterrizaron, pero sus padres no la llevaron al hospital hasta 8 días más tarde. Añadió que si hubieran ido directos al hospital Gloria habría sobrevivido y recuperado la salud por completo.
Los abogados de la pareja nacida en India argumentaron que procedían de una cultura donde la homeopatía es vista al mismo nivel que la medicina occidental.
El jurado decidió que la persistencia de Thomas Sam y su esposa Manju en tratar el eccema severo de su hija con remedios alternativos en lugar de medicina convencional le costó la vida a Gloria. La pareja había incumplido su deber de cuidado como padres al persistir en los remedios homeopáticos, que claramente no estaban funcionando, en vez de buscar ayuda médica convencional.
La pareja fue declarada culpable de homicidio por no proporcionar ayuda médica a Gloria en los días previos a su muerte.
El juez Peter Johnson dijo que los padres mostraron negligencia grave porque fallaron al asegurar que su hija recibiera el cuidado y atenciones médicas apropiados y necesarios para una enfermedad tratable.
El juez dijo que aunque el nivel de culpabilidad de Manju estaba por debajo del de su marido, no había excusa para que ella no hubiese sido más asertiva para buscar ayuda médica para Gloria.
Manju Sam era la madre de Gloria, la persona por encima de todas las demás de quien la niña esperaba cuidado, sustento y protección. Ella falló a su hija en su deber más importante, con resultados fatales.